# Helez
Helez é um nome hebraico que significa "Ele salvou".
Nome de um dos poderosos de Davi, segundo rei de Israel paltita ou pelonita. Quando Davi organizou os grupos de serviço mensal, Helez foi encarregado da sétima turma.